# You Can’t Do That
You Can’t Do That (englisch sinngemäß für: „Du kannst das nicht machen“) ist ein Lied der britischen Band The Beatles, das 1964 auf ihrem dritten Album A Hard Day’s Night und als B-Seite der Single Can’t Buy Me Love veröffentlicht wurde. Komponiert wurde es von John Lennon und Paul McCartney und unter der Autorenangabe Lennon/McCartney veröffentlicht.

## Hintergrund
You Can’t Do That basiert hauptsächlich auf den musikalischen Ideen von John Lennon. Das Lied sollte ursprünglich für den Film A Hard Day’s Night verwendet werden. Am 31. März 1964 wurde im Scala Theatre, London, eine Filmszene gedreht, in der die Beatles vor Publikum das Lied You Can’t Do That im Playbackverfahren sangen, diese Szene wurde für den Film nicht verwendet, aber am 24. Mai 1964 in der Ed Sullivan Show gezeigt. You Can’t Do That und Can’t Buy Me Love standen zur Auswahl für die nächste Single A-Seite, die Entscheidung fiel dann auf Can’t Buy Me Love.
Musikalisch wurde das Lied von Motown und insbesondere von Wilson Pickett beeinflusst. Der Text drückt Eifersucht und Besitzansprüche von John Lennon gegenüber Frauen aus.
You Can’t Do That wurde in das Live-Repertoire der Gruppe im Jahr 1964 aufgenommen.

## Aufnahme
You Can’t Do That wurde am 25. Februar 1964 in den Londoner Abbey Road Studios (Studio 2) mit dem Produzenten George Martin aufgenommen. Norman Smith war der Toningenieur der Aufnahmen. Die Band nahm insgesamt neun Takes auf, wobei der neunte Take auch für die finale Version verwendet wurde. Am 25. Februar 1964 begannen die Beatles mit zwei weiteren Liedern, I Should Have Known Better und And I Love Her, die aber an diesem Tag nicht fertiggestellt wurden.
Die Abmischung des Liedes erfolgte am 26. Februar 1964 in Mono und am 22. Juni 1964 in Stereo. Am 26. Februar 1964 wurde ebenfalls eine spezielle Mono-Abmischungen und am 10. März 1964 eine spezielle Stereo-Abmischung für die USA hergestellt.
Am 22. Mai 1964 spielte George Martin eine Klavierbegleitung für You Can’t Do That ein, obwohl das Lied zu diesem Zeitpunkt schon veröffentlicht war. Diese Version des Liedes ist bisher unveröffentlicht.
Besetzung:
- John Lennon: Leadgitarre, Gesang
- Paul McCartney: Bass, Kuhglocke, Hintergrundgesang
- George Harrison: Rhythmusgitarre, Hintergrundgesang
- Ringo Starr: Schlagzeug, Congas

## Veröffentlichungen
- Am 9. März 1964 erschien in Deutschland die Single Can’t Buy Me Love / You Can’t Do That. Die Veröffentlichung der Single in den USA erfolgte am 19. März und in Großbritannien am 20. März 1964.
- In den USA wurde You Can’t Do That auf dem dortigen dritten Album The Beatles’ Second Album am 10. April 1964 veröffentlicht.
- Am 9. Juli 1964 erschien in Deutschland das vierte Beatles-Album A Hard Day’s Night, hier hatte es den Titel: Yeah! Yeah! Yeah! A Hard Day’s Night, auf dem You Can’t Do That enthalten ist. In Großbritannien wurde das Album am 10. Juli 1964 veröffentlicht, dort war es das dritte Beatles-Album.
- Am 20. November 1995 wurde das Kompilationsalbum Anthology 1 veröffentlicht, das eine frühe Version, den Take 6, des Liedes You Can’t Do That beinhaltet.
- Für BBC Radio nahmen die Beatles unter Livebedingungen vier weitere Fassungen von You Can’t Do That auf, von denen die Aufnahme vom 14. Juli 1964, im Studio S2, Broadcasting House (London) auf dem Album On Air – Live at the BBC Volume 2 am 8. November 2013 erschien.[1]
- Eine Liveversion des Liedes erschien am 9. September 2016 auf der Wiederveröffentlichung des Albums The Beatles at the Hollywood Bowl.
- Am 10. November 2023 wurde das Kompilationsalbum 1962–1966 erneut wiederveröffentlicht. Auf diesem befindet sich erstmals You Can’t Do That, hier in einer von Giles Martin und Sam Okell 2023 neu abgemischten Version.

## Coverversionen
Folgend eine Auswahl:
- Harry Nilsson – Pandemonium Shadow Show[2]
- The Supremes –  Motown Meets The Beatles[3]
- HeadCat – Walk the Walk…Talk the Talk[4]